# Oscar Haffmans (1897-1979)
Oscar Marie Haffmans (Helden, 27 september 1897 - Nuenen, 4 september 1979) was een Nederlands burgemeester.
Haffmans werd in 1938 benoemd tot burgemeester van Aarle-Rixtel hetgeen hij tot 1955 zou blijven. In dat jaar werd hij, op 15 januari, benoemd tot burgemeester van de gemeente Nuenen, Gerwen en Nederwetten. Hij zou hier blijven tot zijn pensioen in 1962, waarna hij werd opgevolgd door jhr. Johannes Jacobus Smits van Oyen.
Haffmans was een zoon van het RKSP Eerste Kamerlid Oscar Maria Franciscus Haffmans en Maria Theresia Adolphina Wibaut (zus van Floor Wibaut), en twee keer getrouwd: eerst met Antoinette Petronella Maria Loeff (1901-1948), telg uit het geslacht Loeff en zus van mgr. prof. mr. dr. Johannes Josephus (Jan Jozef) Loeff (1903-1979), en met wie Haffmans twee kinderen had; later met Sibilla Frida Haan (1903-1988), welk huwelijk kinderloos bleef.